# Карл (ландграф Гессен-Касселя)
Карл Гессен-Кассельский (нем. Karl von Hessen-Kassel; 3 августа 1654, Кассель — 23 марта 1730, там же) — ландграф Гессен-Касселя в 1670—1730 годах.

## Биография
Карл родился в семье ландграфа Вильгельма VI и его супруги Гедвиги Софии Бранденбургской (1623—1683). До 1675 года Гессен-Касселем управляла в качестве регента его мать, пока Карл не достиг совершеннолетия. Старший брат Карла и наследник Гессен-Касселя, ландграф Вильгельм VII, скоропостижно скончался в 1670 году в Париже.
В годы правления ландграфа Карла Гессен-Кассель окончательно избавился от тягостных последствий Тридцатилетней войны, разорившей это государство. Карл сумел воссоздать сильную армию, принявшую участие также в Войне за испанское наследство. Как и некоторые другие германские государи своего времени, Карл за финансовые субсидии «одалживал» своих солдат иностранным государствам.
В 1685 году Карл пожаловал своему младшему брату Филиппу часть ландграфства Гессен-Кассель. Филипп построил на этой территории у реки Верра свою резиденцию — замок Филиппсталь, ставшую центром нового ландграфства — Гессен-Филиппсталь. Представители этой побочной линии гессенского дома продолжают свой род вплоть до наших дней.
18 апреля 1685 года Карл открыл свою страну для преследуемых во Франции гугенотов и вальденсов, а также разрешил им строить здесь церкви и школы. В последующие годы в Северный Гессен переселились из Франции не менее 4000 беженцев. В 1699 году ландграф основывает Зибург и расселяет в нём прибывших гугенотов и вальденсов.
В годы своего правления ландграф Карл расширил парк Вильгельмсхёэ в Касселе. Ему, в частности, принадлежит возведение каскада «Геркулес» в Вильгельмсхёэ. В 1709 году по указанию интересовавшегося историей Карла на Мадерской пустоши (Mader Heide) начинают проводиться первые археологические раскопки.

## Семья
Ландграф Карл был женат на Амалии Курляндской (1653—1711), дочери герцога Курляндии Якоба Кеттлера. В этом браке у него родились дети:
- Вильгельм (1674—1676)
- Карл (1675—1677)
- Фридрих (1676—1751) — король Швеции, ландграф Гессен-Касселя
- Кристиан (1677)
- София Шарлотта (1678—1749)
- Карл (1680—1704)
- Вильгельм (1682—1760) — ландграф Гессен-Касселя
- Леопольд (1684—1704)
- Людвиг (1686—1706)
- Мария Луиза (1688—1765), замужем за Иоганном Вильгельмом Фризо Нассау-Дицским
- Максимилиан (1689—1753)
- Георг Карл (1691—1755)
- Элеонора (1694)
- Вильгельмина Шарлотта (1695—1722).

Ландграф Карл находился также длительное время с 1713 года в любовной связи с Жанной-Маргаритой де Фрер, маркизой де Лангаллери, от которой также имел детей.